# Esztergom
Esztergom o Estrigonia (como es conocida también en español) (en alemán: Gran, en eslovaco: Ostrihom) es una ciudad del condado de Komárom-Esztergom en Hungría. Desde la fundación del Reino de Hungría se convirtió en la residencia del arzobispo de Esztergom, el más alto jerarca de la Iglesia católica en el país. Por esto su protagonismo ha sido clave en la historia húngara. La ciudad está situada a 50 km de Budapest y su población actualmente es de unos 30 261 habitantes.

## Etimología
Aunque existen varias concepciones en torno al origen del nombre de Esztergom en idioma húngaro, la más aceptada según algunos historiadores proviene de los términos húngaros antiguos Iszter (gam). Iszter era el nombre que le daban los antiguos al río Danubio, junto al cual se halla la ciudad. Por otra parte, gam procede de garam, que significa montículo. De esta manera, las referencias más tempranas la denotan como Iszterogard, cuya versión latinizada pasó a ser Strigonium (de ésta deriva entonces al idioma español en Estrigonia). En el escudo actual hay un cuadro de la ciudad del siglo XII. Su bandera está partida horizontalmente por nueve franjas iguales, cinco en rojo, cuatro en plata.

## Historia

### Esztergom durante el reinado de la Casa de Árpád
Desde la prehistoria el lugar ocupado actualmente por la ciudad se encontraba habitado por asentamientos de diversos orígenes étnicos. Posteriormente durante la época del Imperio romano fue fundada una ciudad conocida como Solva, la cual para el siglo X ya estaba prácticamente en ruinas. Hacia 895, cuando los magiares arribaron a Europa desde Asia se establecieron en el territorio actual de Hungría, el cual estaba poblado por pequeños asentamientos variados. Pronto las alrededores de Esztergom se convirtieron en la zona principal del reino, donde habitaban los príncipes húngaros. Fue el príncipe Géza de Hungría quien en el 960 escogió a Esztergom como ciudad principal y la acondicionó para ello. Una década después nació su hijo Vajk, quien posteriormente será bautizado y coronado como rey Esteban I de Hungría en el año 1000.
Tras la muerte de San Esteban I en el 1038, la corte húngara será trasladada a la ciudad de Székesfehérvár por su sobrino y sucesor en el trono Pedro Orseolo de Hungría. Sin embargo, Esztergom permaneció como la sede del arzobispo de Esztergom y como la ciudad más importante en el aparato administrativo eclesiástico. Entre 1104 y 1105, bajo el reinado de Colomán de Hungría, Lorezno, entonces arzobispo de Estrigonia encabezó el Concilio de Estrigonia I que supuso la adopción de la reforma gregoriana en Hungría.
En el siglo XII al comienzo de la Segunda Cruzada, los ejércitos franceses y alemanes pasaron hacia Tierra Santa por el reino húngaro. Tanto el emperador germánico Conrado II como el rey Luis VII de Francia fueron recibidos por el rey Geza en la ciudad de Esztergom. Igualmente durante la Tercera Cruzada, el emperador germánico Federico I Barbarroja para llegar a Tierra Santa atravesó el reino húngaro y disfrutó de la hospitalidad del rey Bela III en Estrigonia, donde el hermano del monarca húngaro, el príncipe Geza, se sumó a los ejércitos cruzados.

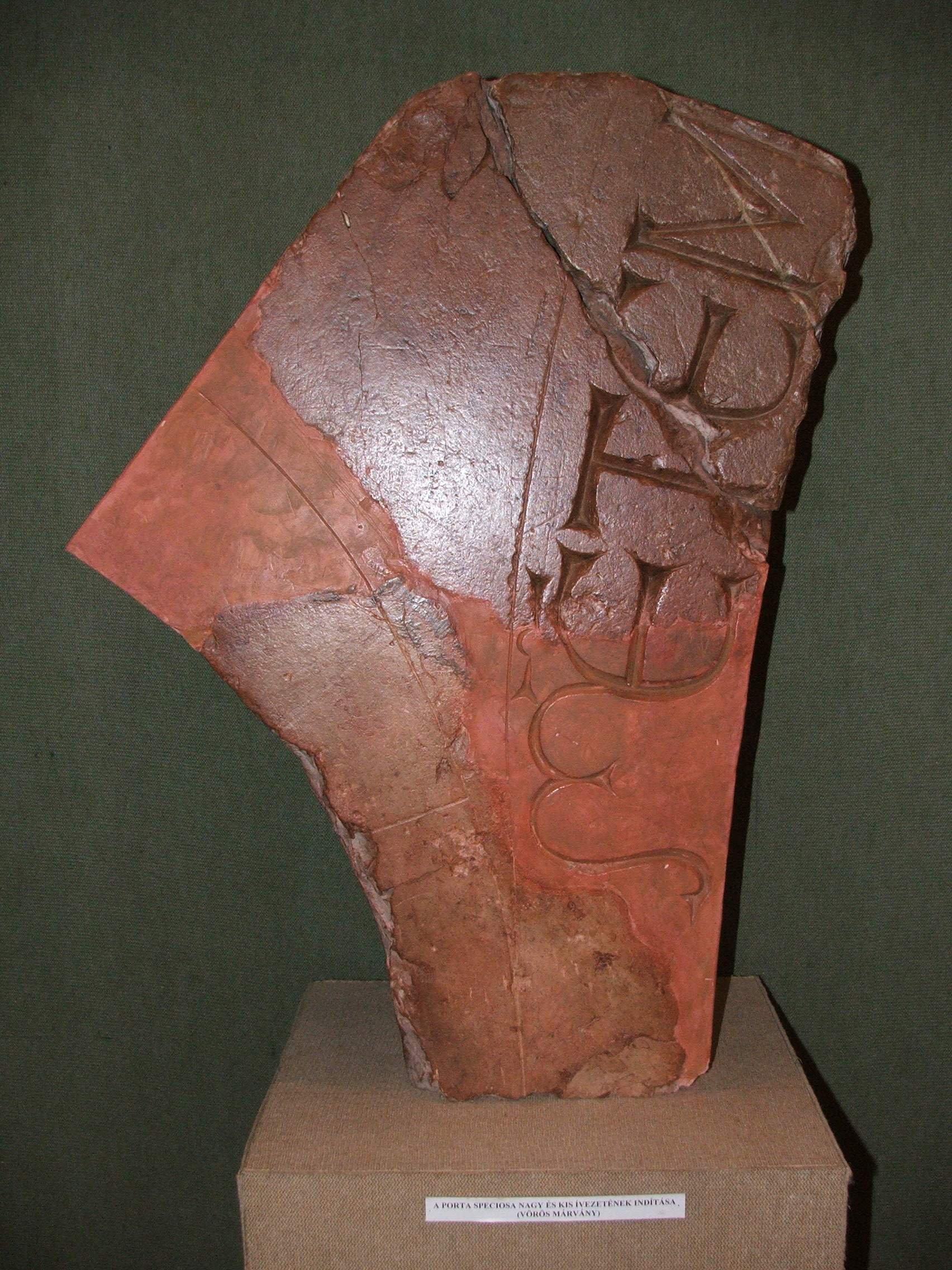
Un fragmento de la "porta speciosa" construida en 1190 por el rey Bela III de Hungría. Exhibida en el museo del castillo de Estrigonia.

Igualmente el rey Bela III reconstruyó el palacio real de Esztergom y la basílica en honor de san Alberto cerca de 1190. La enorme puerta fue hecha en mármol y se veía representado en ella al rey San Esteban I de Hungría ofreciéndole a la virgen María la corona (y consigo el reino húngaro), así como en sus laterales el rey Bela III y el arzobispo Job de Estrigonia (con el pasar del tiempo la colosal puerta junto con la catedral entera se destruyeron y a principios del siglo XX arqueólogos descubrieron numerosos fragmentos de lo que fue esta "porta speciosa", los cuales son exhibidos actualmente en el museo del castillo de Esztergom).
En 1198, el rey Emerico de Hungría donó la ciudad al arzobispo de Estrigonia, conservando solamente el palacio real sobre la colina para la figura del rey húngaro. De esta forma, el control de las diferentes dependencias, impuestos y toda clase de beneficios de la que era una de las dos ciudades más importantes del reino pasaron a manos del jerarca de la Iglesia de mayor rango en Hungría.
Durante la invasión tártara en 1241-1242, los ejércitos mongoles asediaron Esstergom, y tras grandes matanzas avanzaron hasta el castillo, pero no pudieron tomarlo. De esta forma, los cientos de habitantes que se refugiaron en este lograron sobrevivir el cruento ataque, sin embargo, todas las residencias que circundaban la fortaleza de la colina fueron quemadas y destruidas o bien por los propios húngaros para que nos mongoles no se beneficiasen de ellas, o por las máquinas de asedio de los invasores orientales. Tras este trágico episodio de la historia húngara, el rey Bela IV de Hungría donó la residencia real de Estrigonia al arzobispo en 1249, cediéndole al jerarca de la Iglesia el control y derechos absolutos sobre la ciudad, y el monarca húngaro movió su corte definitivamente a la ciudad de Buda en 1256, la cual rápidamente mandó a ampliar y a proteger con altas murallas (de las cuales también proveyó a Esztergom).

### Esztergom durante la Edad Media tardía

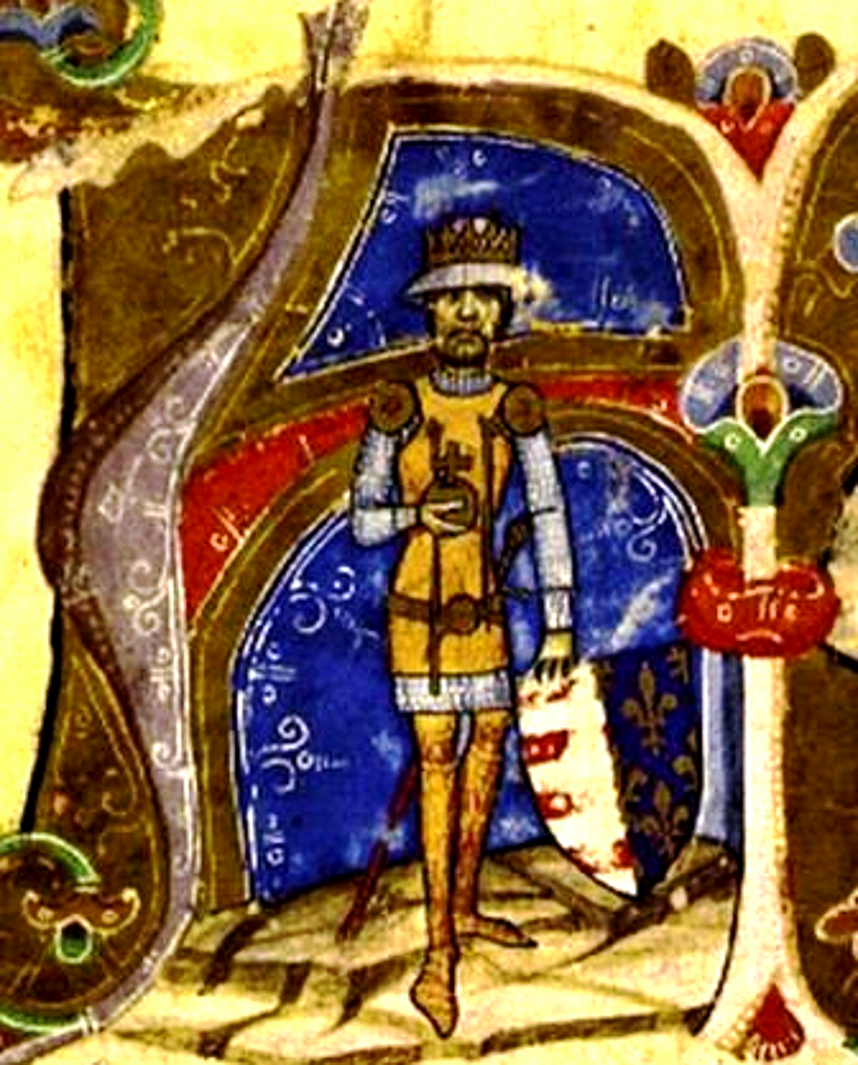
Carlos I Roberto de Hungría (1307-1342)

Tras la desaparición de la Casa de Árpad en 1301, aparecieron varios pretendientes al trono, mientras la nobleza húngara (que había conseguido gran poder e influencia) comenzó a guerrear contra y a favor de ellos según les convenía, intentando (en muchos casos exitosamente) gobernar autónomamente en sus propios territorios. En 1301, el trono de la arquidiócesis de Estrigonia estaba vacío para ese momento (solo había sido nombrado Gregorio Bicskei como procurador, no como arzobispo), así que este llevó al joven pretendiente Carlos Roberto de Anjou-Nápoles hasta la basílica y lo coronó con una joya provisional. Ya que la ceremonia no se realizó con la corona de San Esteban, se consideró ilegítima, y al poco tiempo una parte de la nobleza encabezada por Iván Kőszegi, decidió llamar al reino al rey Wenceslao II de Bohemia para que tomase el trono vacante.
Estrigonia, como la sede del arzobispado de mayor rango en Hungría fue ocupada en 1301 por los ejércitos del noble húngaro Iván Kőszegi, al cual pronto se le unió el rey Wenceslao II y su pequeño hijo (el posterior Wenceslao III de Bohemia) a quien hizo coronar rey de Hungría por el arzobispo Juan de Kalocsa. Mientras tanto Gregorio Bicskei, gran aliado y enérgico protector del joven Carlos Roberto de Anjou-Nápoles se mantuvo fuera de Esztergom en el sur del reino junto a los ejércitos financiados por el rey de Nápoles, abuelo de pretendiente. Luego de la coronación, Wenceslao fue llevado a la corte de Buda, mientras la ciudad arzobispal continuaba ocupada por las fuerzas de Iván Kőszegi.
A Buda arribaron varios legados papales y excomulgaron a la ciudad completa por haber aceptado a Wenceslao como rey, forzándolos a que reconociesen entonces a Carlos Roberto como el heredero legítimo. Estimando que la situación se tornaba cada vez más precaria, Wenceslao II regresó al reino húngaro en 1304 y se llevó a su hijo Wenceslao de Hungría a tierras checas, dejando a Iván Kőszegi como regente en la ciudad de Esztergom. El noble húngaro saqueó el tesoro de la arquidiócesis, y mantuvo su control sobre la ciudad, así como su absoluta lealtad a Wenceslao.
Tras la muerte de Wenceslao II en 1304, el otro candidato Otón III duque de Baviera fue coronado como rey húngaro en 1305, contando con el apoyo absoluto de Iván Kőszegi. Un nuevo arzobispo fue elegido para Esztergom en 1305, Tomás, quien se residenció en la ciudad vecina de Komarom desde donde llamó a un cónclave e intentó forzar a la nobleza húngara a aceptar a Carlos Roberto en 1307, año en el que el joven pretendiente consiguió arrebatarle a Iván Kőszegi la ciudad de Estrigonia luego de haberla asediarla. pronto Carlos Roberto fue coronado como rey por tercera vez y una década después la nobleza se sometió a su mandato. 
En 1396 una facción de la nobleza húngara no quiso aceptar el mandato del rey Segismundo de Luxemburgo, y llamó al reino al rey Ladislao I de Nápoles, pariente lejano de los fallecidos Carlos Roberto de Hungría y su hijo el posterior rey Luis I de Hungría. Ladislao de Nápoles se presentó en ese año en el sur del reino y a pesar del heroico combate de los defensores de Estrigonia, los seguidores del rey napolitano consiguieron tomar la ciudad luego de un largo asedio. Ya que no consiguió consolidar su poder, Ladislao abandonó su empresa y pronto el arzobispo de Estrigonia Juan kanizsai recuperó la ciudad. Sin embargo, ya que el arzobispo Juan kanizsai tomó parte en una conspiración contra el rey Segismundo de Hungría en 1403, el monarca condujo personalmente sus ejércitos contra la ciudad de la archidiócesis, la cual ocupó luego de un mes de asedio. Kanizsai continuó en su puesto hasta su muerte en 1418 y la figura del arzobispo de Esztergom continuó disfrutando de sus privilegios como lo había hecho hasta ese momento.

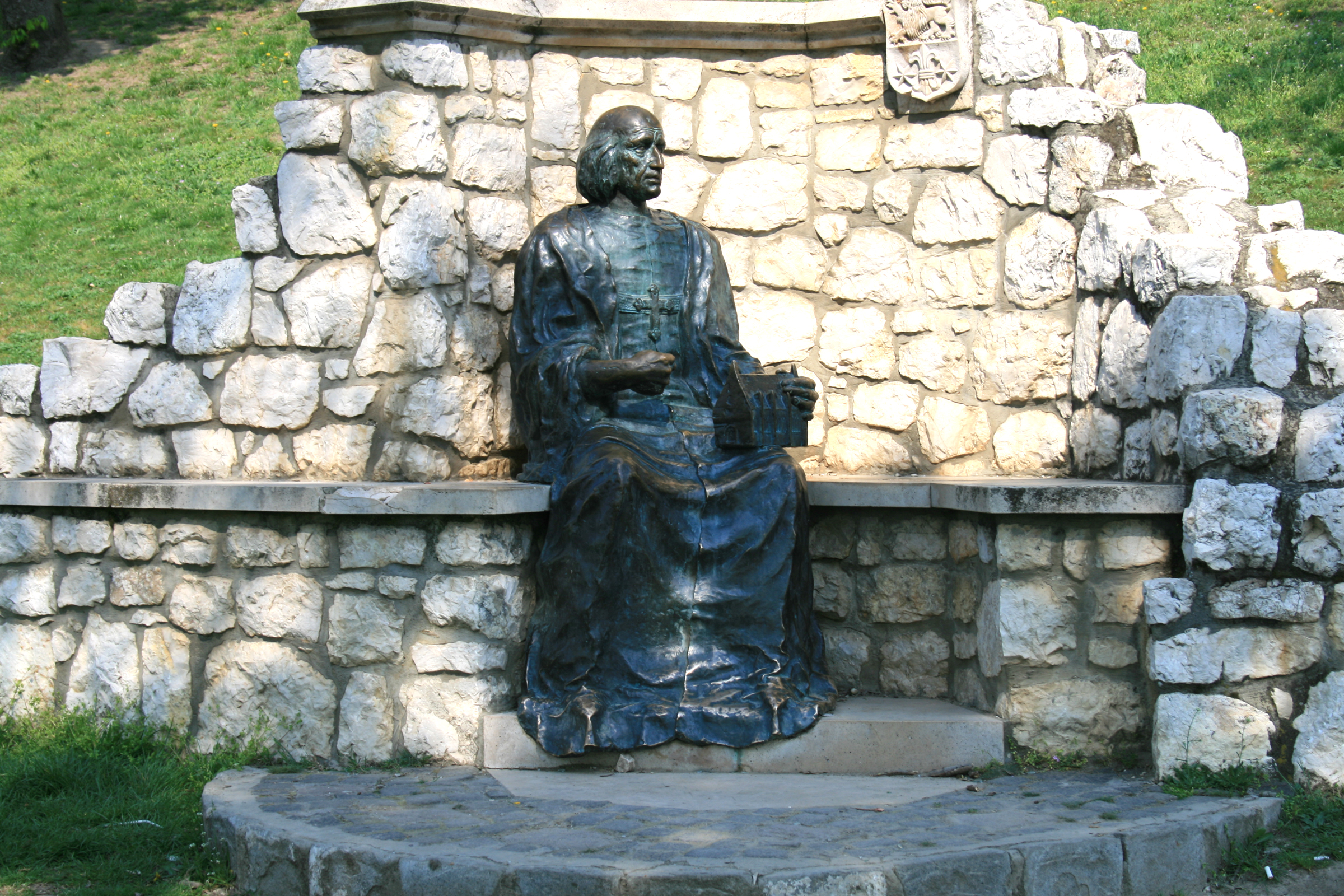
Estatua de Juan Vitéz en la plaza Szent István (junto a la Basílica) en la ciudad de Esztergom, Hungría.

Entre 1450 y 1453 el arzobispo Dionisio Széchy reconstruyó la catedral, y luego su sucesor Juan Vitéz (1465-1472) comenzó la construcción del palacio arzobispal renacentista, así como la remodelación del palacio real medieval. Durante el reinado de Matías Corvino de Hungría (1453-1490) el reino húngaro se bañó con el renacimiento y el palacio de Buda fue remodelado, varias bibliotecas construidas y artistas y científicos invitados. Esta explosión renacentista y del humanismo surgió en Estrigonia con las ideas de Juan Vitéz y su sobrino Juan Pannonius, quienes educaron al rey Matías en su infancia y posteriormente planificaron las reformas del reino.
Décadas más tarde, los húngaros fueron derrotados por los turcos otomanos invasores en la batalla de Mohács en 1526, donde también murió el rey Luis II de Hungría. El trono vacío fue disputado entonces por varios pretendientes, lo que causó que el reino se dividiese en tres partes: Una occidental bajo el control de los Habsburgo, una central bajo control otomano y una oriental en la forma del Principado de Transilvania dirigido por la nobleza húngara. En este periodo, la ciudad de Esztergom cayó en manos turcas y comenzó una fase de decadencia.

### Esztergom durante la Época Moderna
Durante la guerra de los Quince Años, los ejércitos del comandante germánico Karl von Mansfeld y los del conde húngaro Matías Cseszneky tomaron la ciudad el 27 de octubre de 1683 de manos otomanas, siendo la expulsión final de los turcos de la región en 1686. Durante todas estas contiendas, la ciudad quedó casi totalmente en ruinas y despoblada. Sin embargo la figura del arzobispo de Esztergom continuó cobrando fuerza a través de las décadas, pues eventualmente se convirtió en el intermediario directo entre los húngaros y su rey, quien era el emperador germánico de la Casa de Habsburgo. El arzobispo de Esztergom Pedro Pázmány (1616-1637), con sus severas reformas jesuitas recuperaron una gran parte de la población húngara que se había convertido al protestantismo en los últimos siglos. 

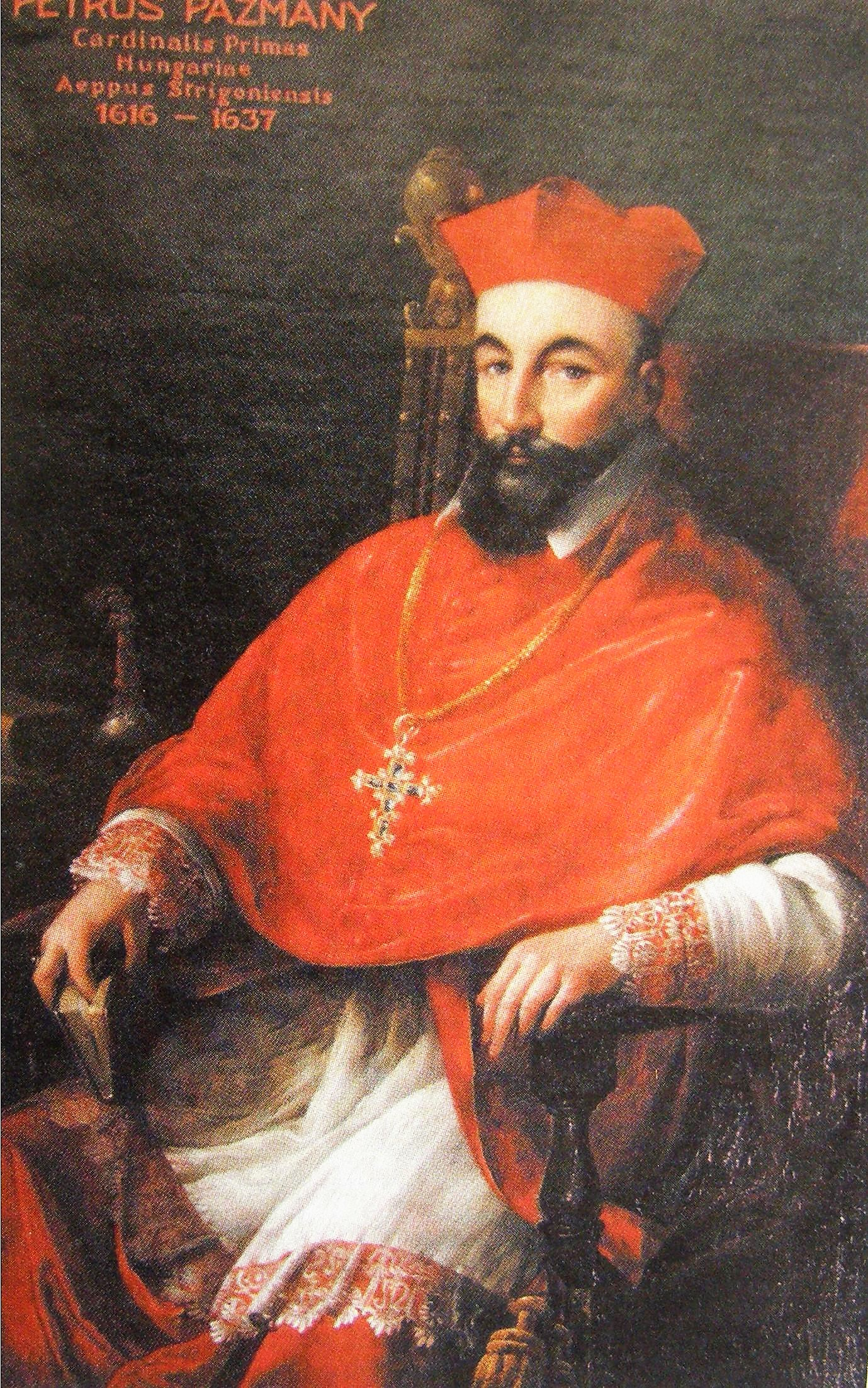
Arzobispo Pedro Pázmány de Esztergom (1616-1637)

Luego de que el rey polaco Juan III Sobieski expulsase a los turcos junto con los demás comandantes germánicos y se firmara la Paz de Karlowitz en 1699, el reino húngaro fue restablecido, hallándose bajo el completo control de los Habsburgo y así la influencia católica continuó tomando fuerza. Esto fue mal visto por la alta nobleza húngara que ya venía varios siglos luchando contra el poder germánico y otomano que deseaba apoderarse del reino expandiendo sus fronteras desde el Occidente y el Oriente, respectivamente. Fue entonces cuando movilizó sus rebeldes el conde Francisco Rákóczi II, el último noble húngaro que condujo una guerra independentista, y el 16 de septiembre de 1706 asedió y ocupó la ciudad de Esztergom personalmente. Habiendo fallado dicha empresa, la ciudad volvió a pasar a manos del rey de Hungría (el emperador Habsburgo).
En 1708 Esztergom recobró su rango de ciudad real. En 1820 regresó el arzobispo, que se hallaba refugiado en el extranjero huyendo de los turcos. En 1822 comenzó la construcción de la basílica actual, la cual fue santificada en 1856.
Posteriormente, la nobleza húngara que seguía descontenta al sentirse oprimida por el poder de los Habsburgo, generó la guerra de independencia surgida tras la revolución húngara de 1848. Durante estos eventos, los húngaros que lideraban este movimiento, Luis Kossuth y Esteban Széchenyi, ocuparon la ciudad de Ezstergom. Fue entonces en sus proximidades que se libró exitosamente una batalla el 16 de abril de 1849 contra el ejército austríaco.
Una de las figuras más relevantes de la época moderna húngara fue el arzobispo József Mindszenty de Esztergom, quien asistió al pueblo húngaro durante la Segunda Guerra Mundial. Posteriormente fue arrestado y torturado por más de una década por el gobierno soviético, y luego de la revolución de 1956 se logró liberar y escapar a la embajada norteamericana. El resto de sus años de vida los invirtió en dar aliento al pueblo húngaro que había inmigrado a otros continentes y a denunciar las atrocidades cometidas por los comunistas, por lo cual eventualmente Moscú forzó a la Santa Sede a despojarlo de su dignidad arzobispal. Murió en 1975, habiendo sido un símbolo de unidad y esperanza para los húngaros de todo el mundo. 
De esta ciudad cabe destacar la majestuosa basílica en honor a san Adalberto, situada a orillas del Danubio. En la ciudad están enterrados Esteban III de Hungría (1172) y Bela IV de Hungría (1270).

## Galería de imágenes

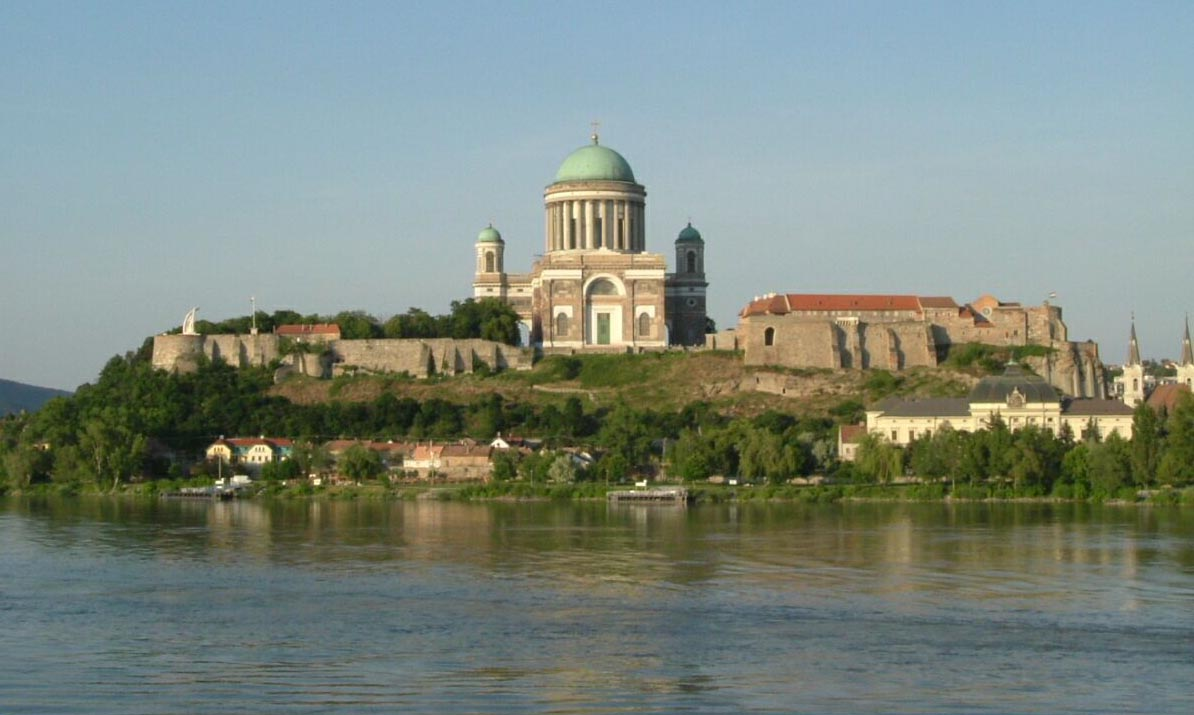
Vista de la Basílica de Esztergom desde el otro lado del Danubio.
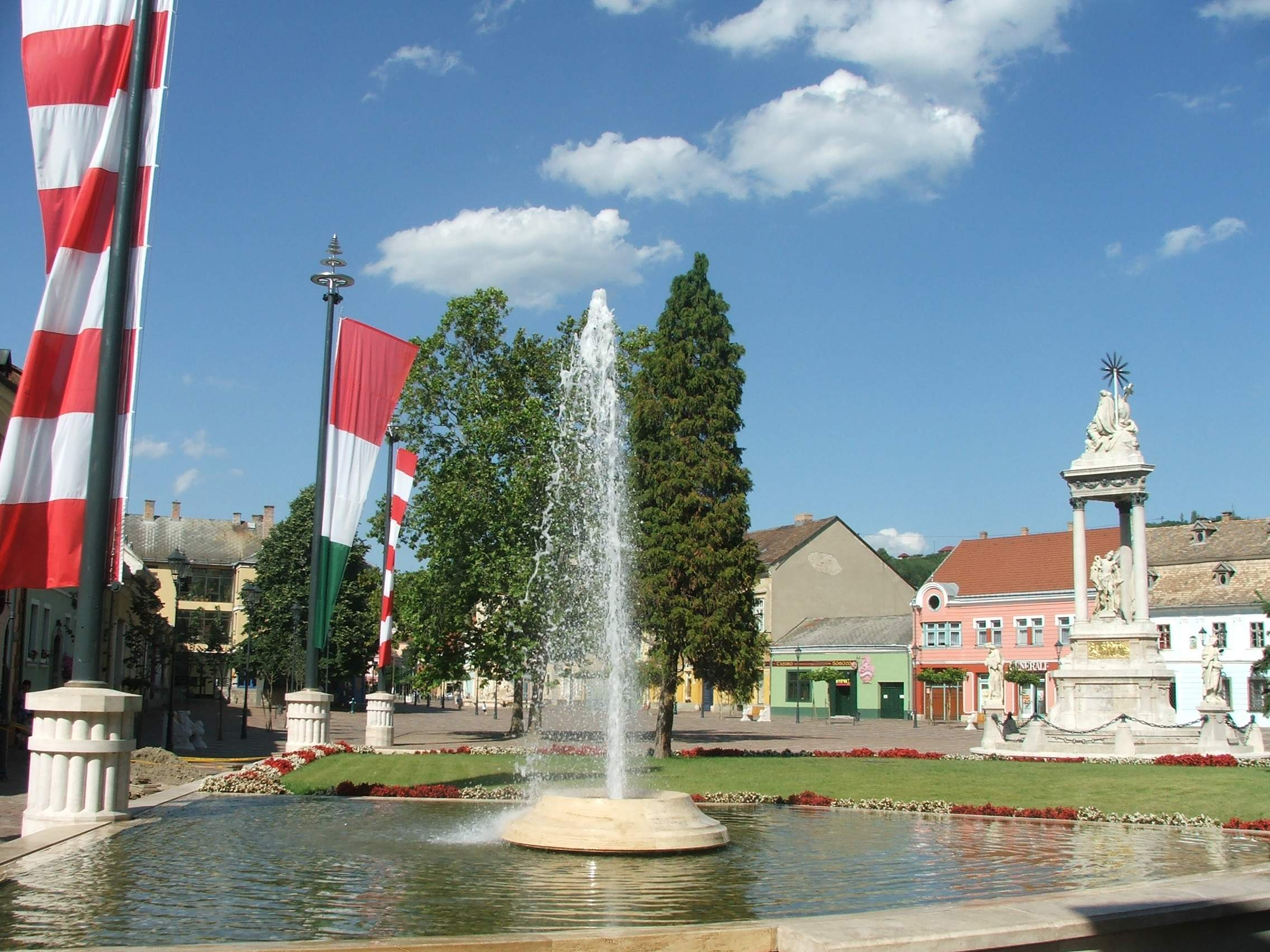
Plaza Széchenyi en Esztergom. Al fondo se ve la estatua de la Santísima Trinidad.
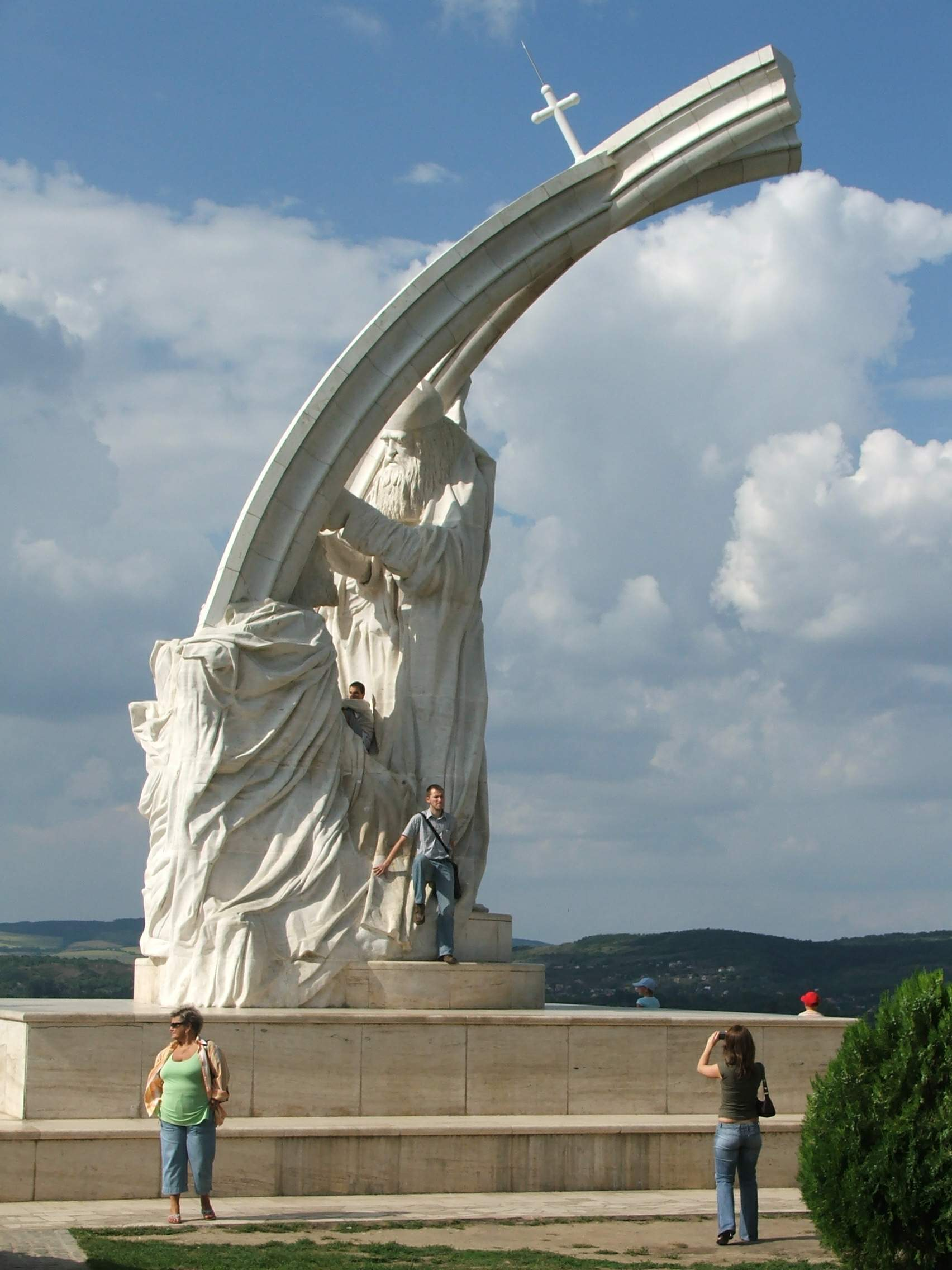
Monumento a la conversión de San Esteban al cristianismo. Obra de Miklós Melocco, Plaza Szent István, Esztergom.
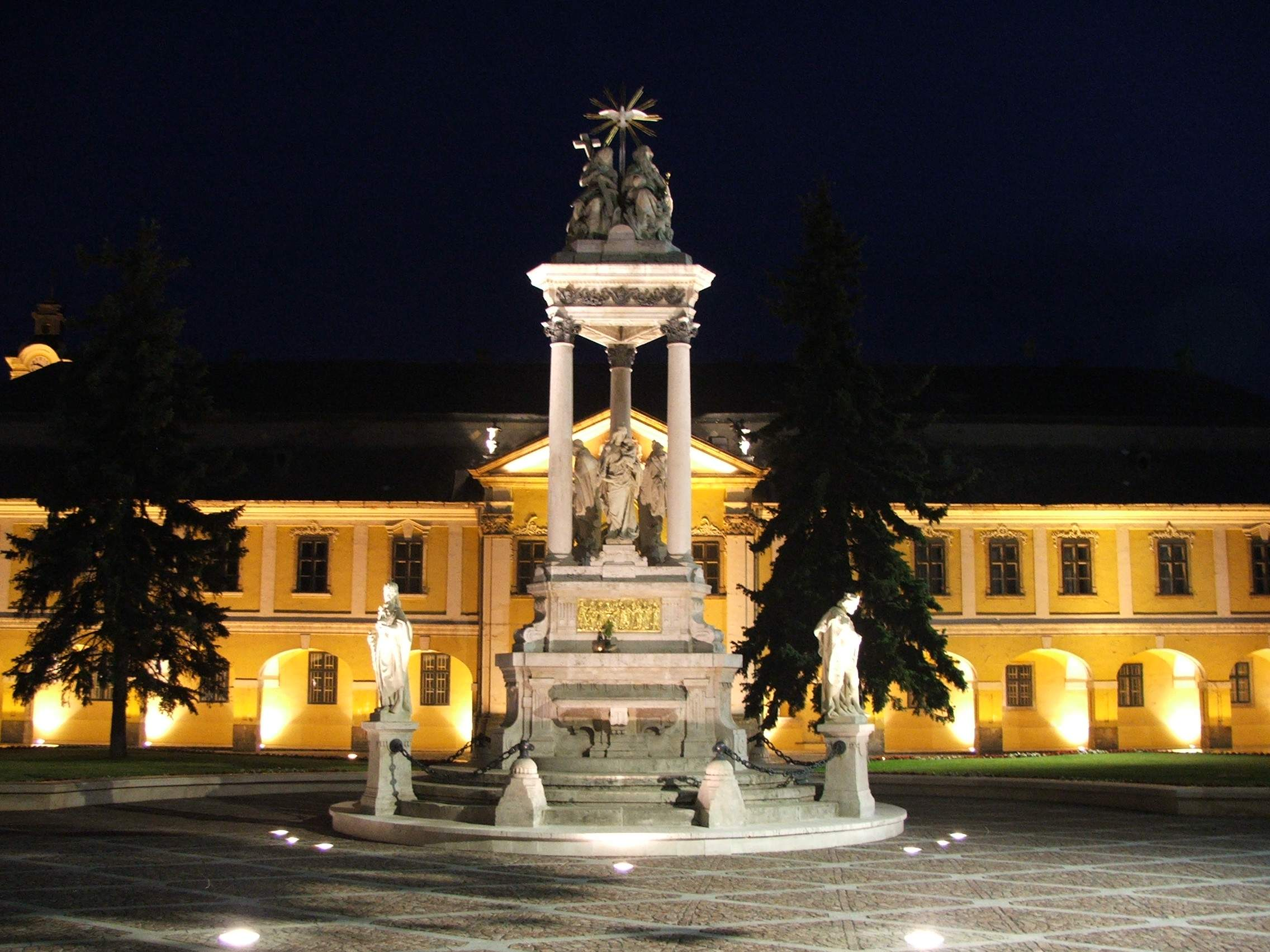
Estatua de la Santísima Trinidad en la plaza Széchenyi con la casa de János Bottyán en el fondo.
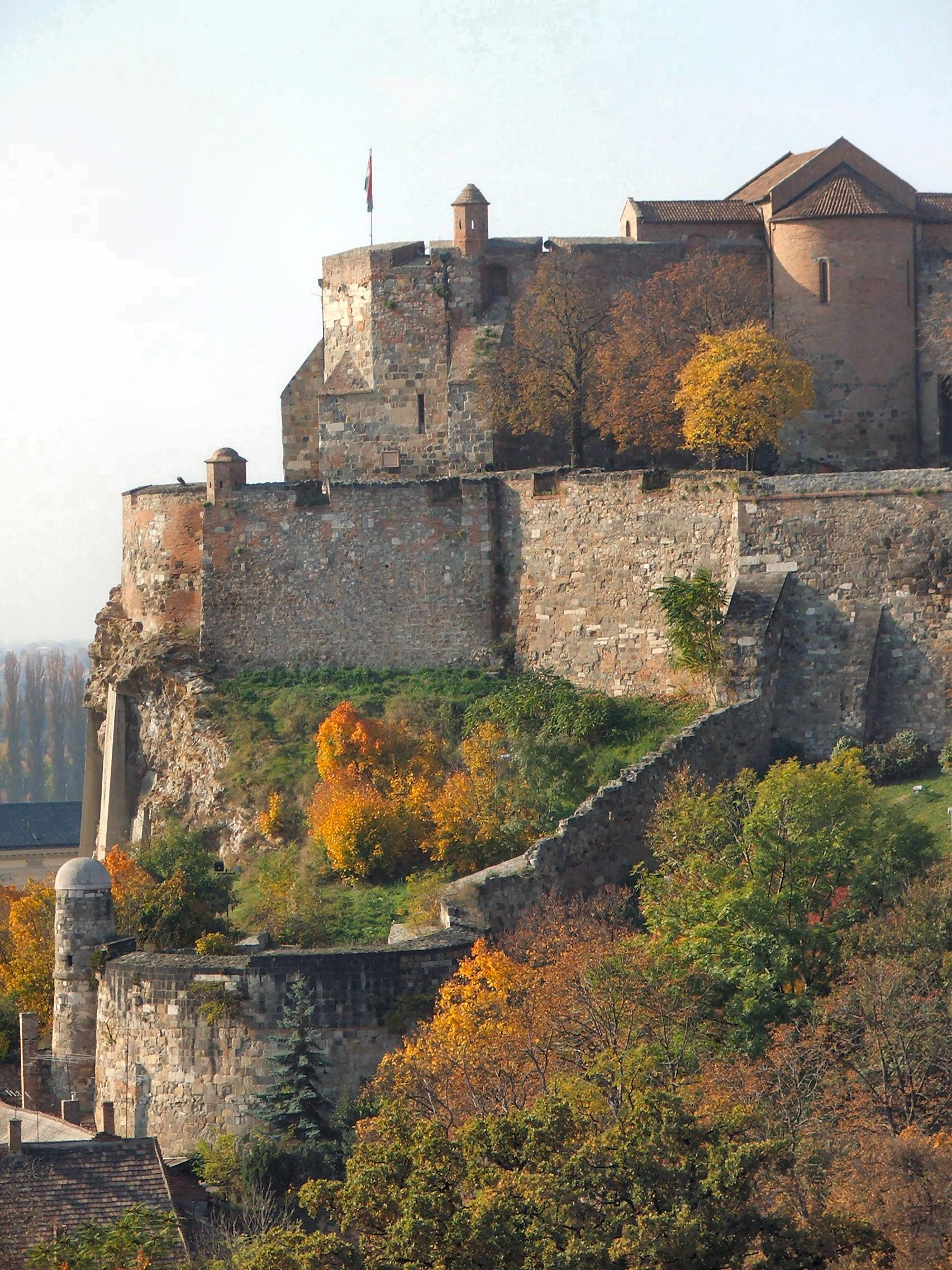
Restos de la muralla medieval al pie de la colina donde se halla la Basílica de Esztergom.
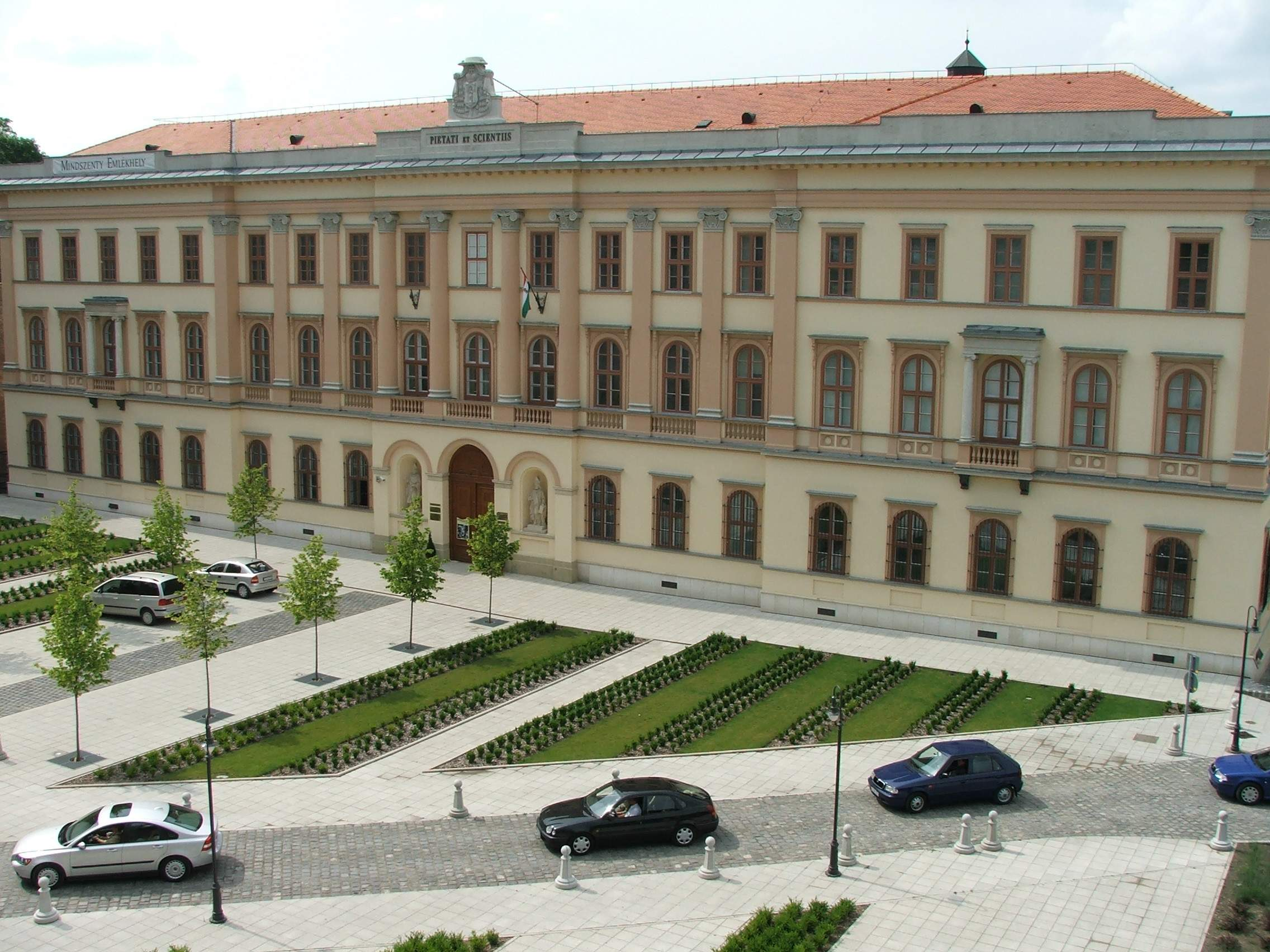
Gran Seminario de Esztergom (Ószeminárium).
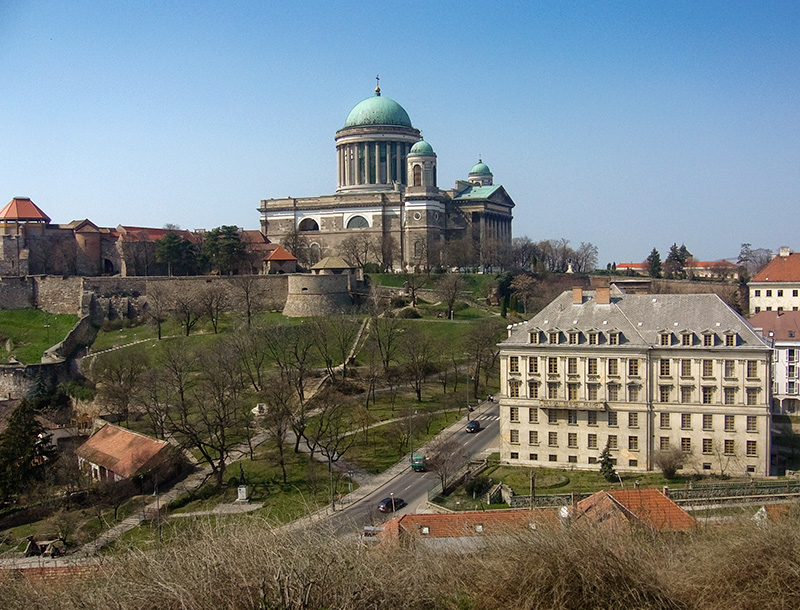
Vista de la Basílica de Esztergom desde el oeste.
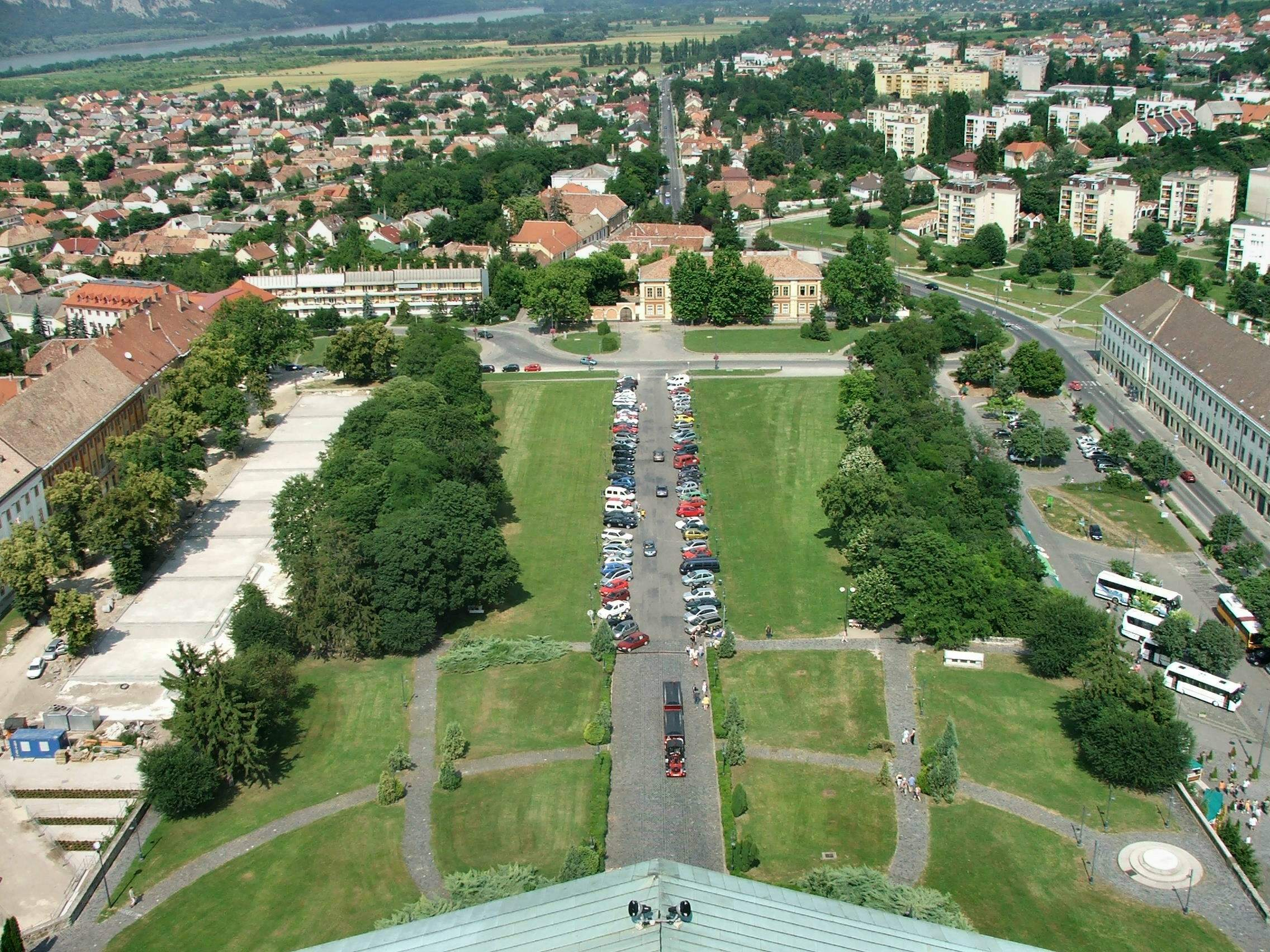
Plaza Szent István desde la cima de la Basílica de Esztergom.
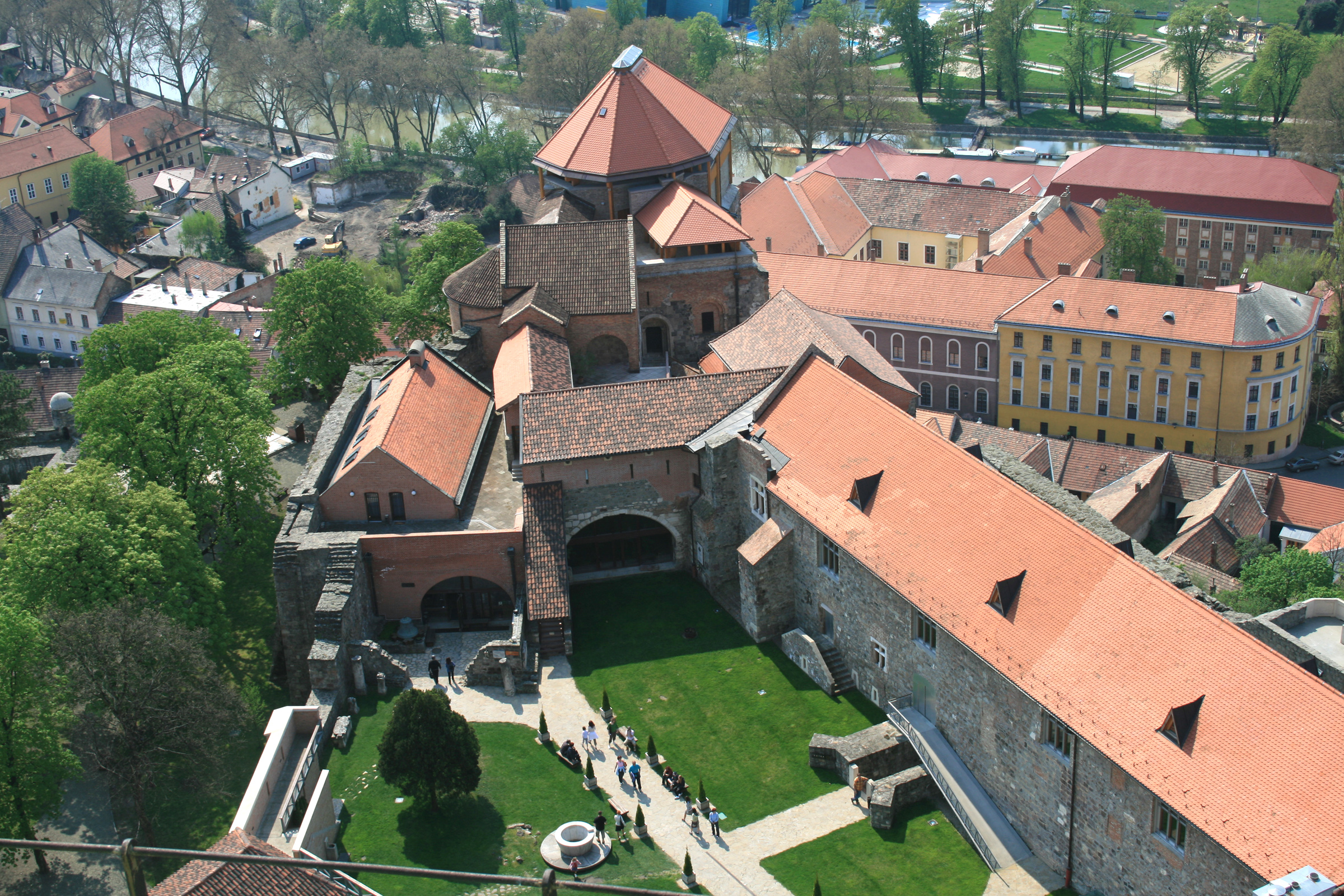
Restos del castillo restaurado al pie de la Basílica de Esztergom.
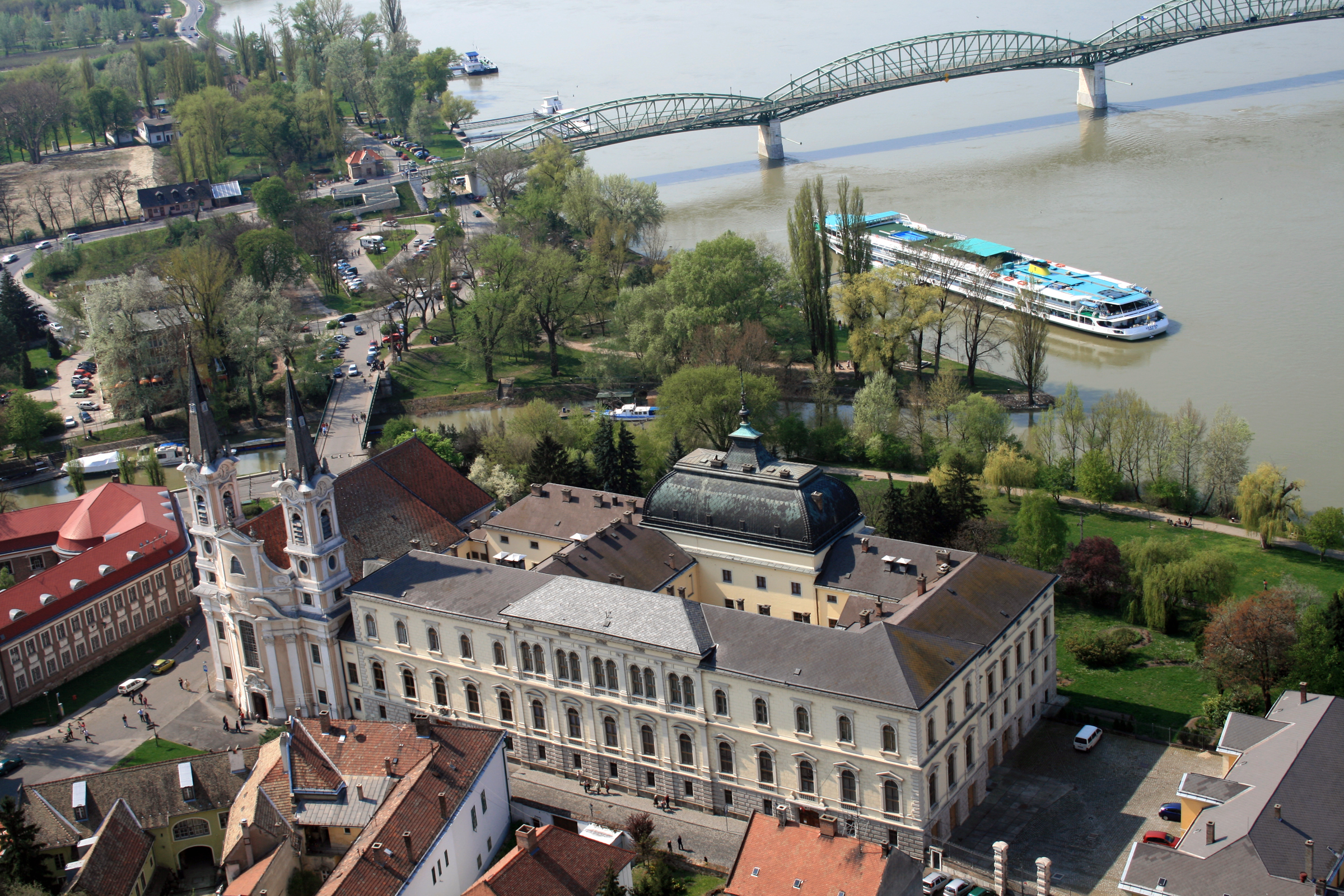
Iglesia de San Ignacio junto al Palacio Arzobispal. En la parte posterior se ve el puente María Valeria sobre el Danubio.
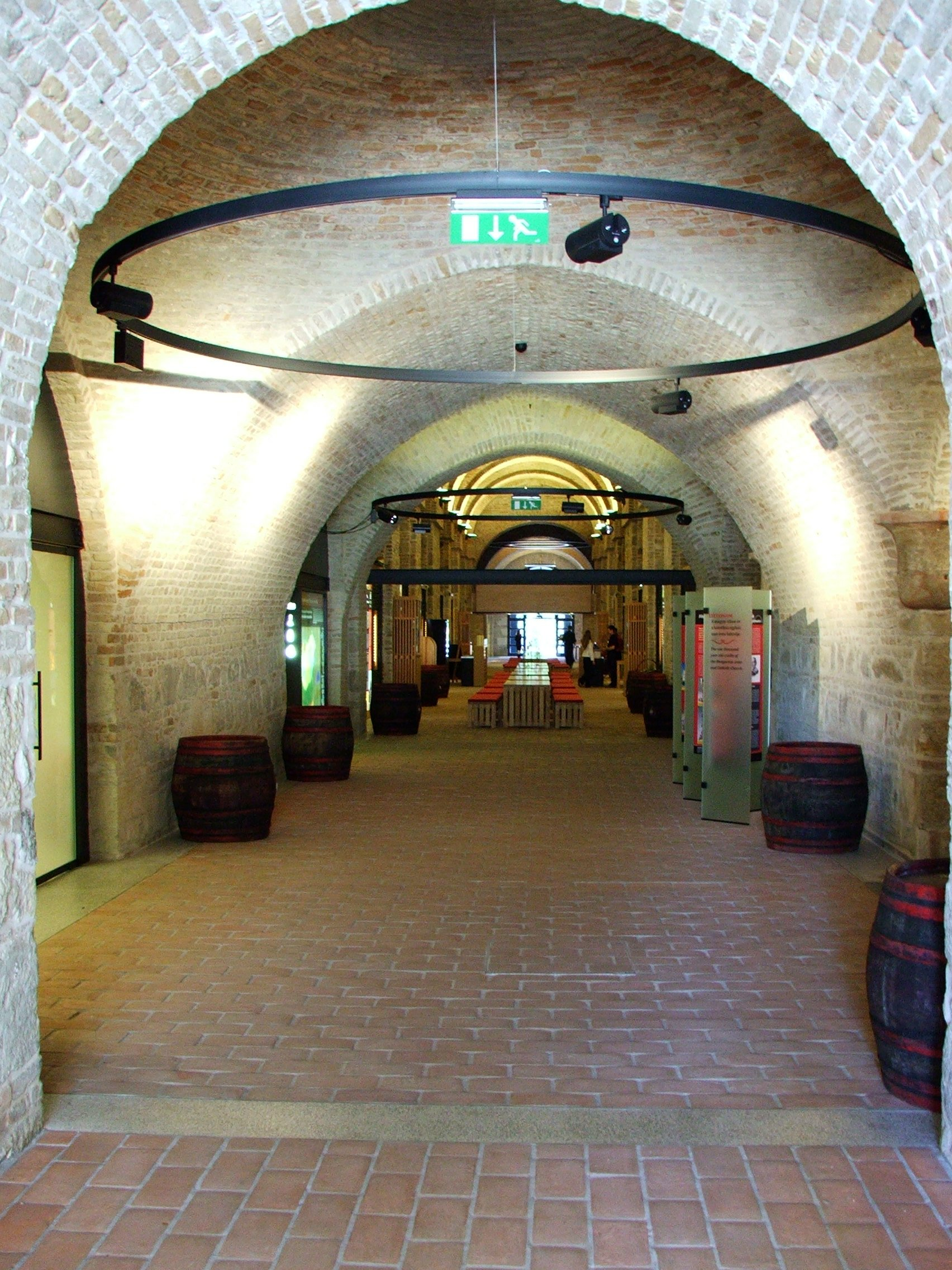
Sistema de bodegas arzobispales de vino bajo el Castillo de Esztergom.

## Ciudades hermanas
- Espoo (Finlandia, 1974)
- Štúrovo (Eslovaquia, 1991)
- Bamberg ( Alemania (1992)
- Cambrai (Francia, 1992)
- Ehingen (Alemania, 1992)
- Maintal (Alemania, 1993)
- Gniezno (Polonia, 1994)
- Mariazell (Austria, 2002)
- Canterbury (Reino Unido, 2004)